# Жанадала (Акмолинская область)
Жанадала (каз. Жаңадала) — село в Жаркаинском районе Акмолинской области Казахстана. Входит в состав Жанадалинского сельского округа. Код КАТО — 115443000.

## Население
В 1999 году население села составляло 674 человека (330 мужчин и 344 женщины). По данным переписи 2009 года, в селе проживало 105 человек (53 мужчины и 52 женщины).